# 사르콜레스테스
사르콜레스테스(Sarcolestes)는 쥐라기 중기에 서식하였던 곡룡류 공룡이다. 모식종이자 유일한 종은 S. leedsi로, 종명인 ‘leedsi’는 화석의 발견자인 알프레드 니콜슨 리즈(Alfred Nicholson Leeds)를 기리기 위한 것이다. 속명은 ‘고기 약탈자’라는 뜻으로, 이 이름은 사르콜레스테스의 분류 역사와 관련있다.
영국의 지질학자 리차드 리데커(Richard Lydekker)는 1893년 이 공룡을 명명하면서, 치아 구조를 보고 육식공룡으로 판단하여 수각류인 테코돈토사우루스과로 분류하였다. 이후 1901년 헝가리의 고생물학자 프런즈 놉처(Franz Nopcsa)는 이 공룡을 스테고사우루스과로 재분류하였다. 지금은 원시적인 곡룡하목으로 분류된다.